# Luigi Rodriguez
Luigi Rodriguez, auch Loise il Siziliano genannt, (* nach 1570 in Messina; † 1609 in Neapel) war ein italienischer Maler des Manierismus in Neapel.

## Leben

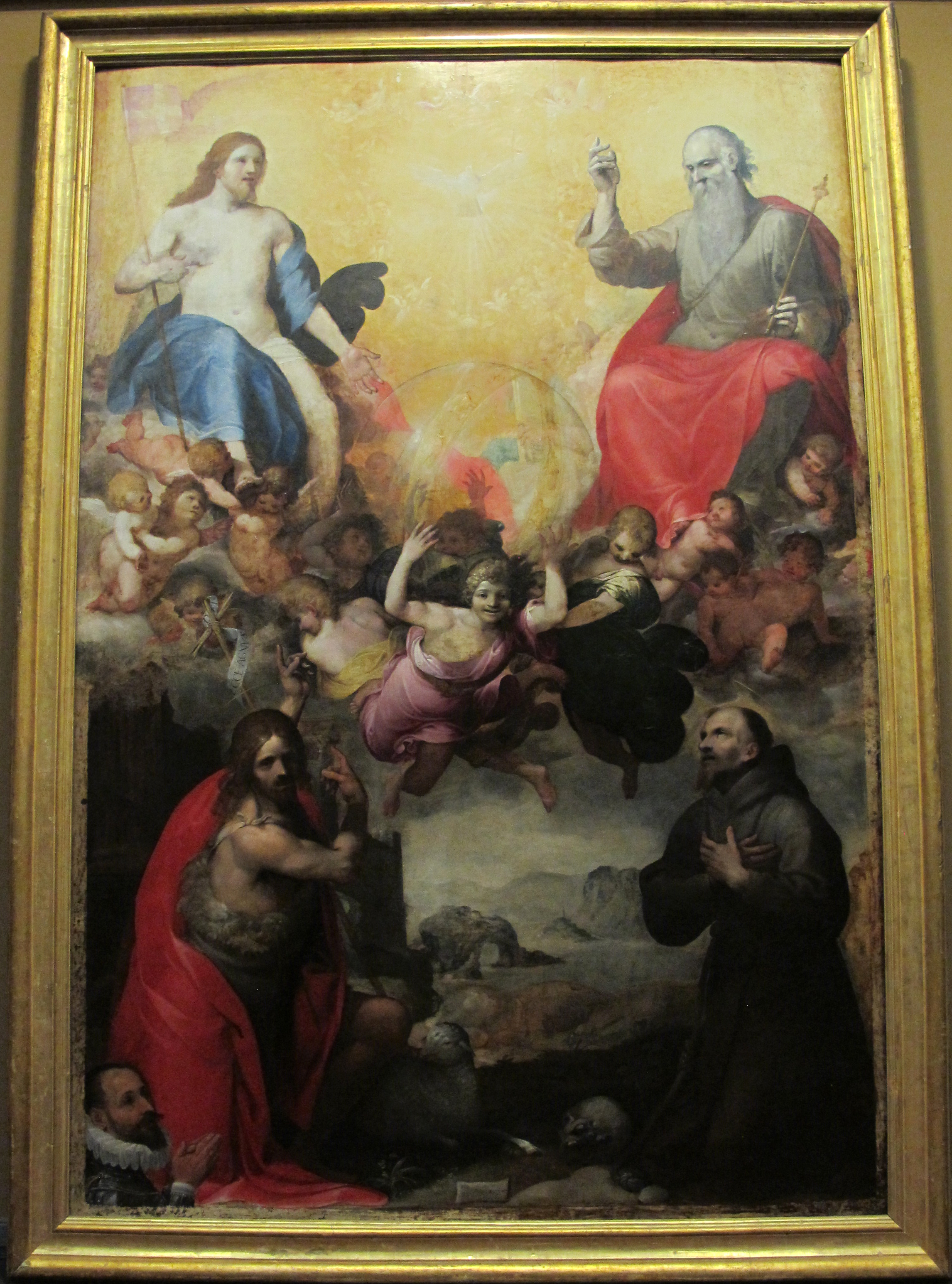
Luigi Rodriguez: Die Trinität und Heilige, ca. 1605, Museo di Capodimonte, Neapel

Wahrscheinlich erhielt er, wie sein Bruder Alonso Rodriguez (1578–1648), eine erste Ausbildung in der Werkstatt von Francesco Comandé in Messina. Um 1594 kam Luigi gemeinsam mit Giovanni Bernardino Azzolino nach Neapel. Vor seiner Abreise hatte er der Universität Messina „Das Haupt der Medusa“ als Arbeitsprobe vorgelegt.
In Neapel trat er in die Werkstatt des Freskomalers Belisario Corenzio ein und eignete sich völlig den Malstil des Caravaggio-Lehrers Giuseppe Cesari genannt il Cavalier d’Arpino an, der zu dieser Zeit in der Certosa di San Martino von Neapel Fresken schuf. D’Arpinos römisch-manieristische Malerei war schulbildend für die nachfolgenden neapolitanischen Künstler.
Seine erste in Neapel nachgewiesene Arbeit ist die Dekorationsmalerei in der Chiesa di Sant’Anna dei Lombardi (Kapelle der Goldschmiede) von 1596 bis 1598. 1601 bis 1603 arbeitete er gemeinsam mit Battistello Caracciolo an Fresken in der Sacro Monte di Pieta und auf Vermittlung von Corenzio freskierte er in der Chiesa dei Gerolamini die Hauptapsis.
Unter spanischer Herrschaft wurden zu Beginn des 17. Jahrhunderts in Neapel Kunst und Kultur systematisch gefördert. Zur Verstärkung der einheimischen Künstler wurden auch auswärtige Maler mit Aufträgen bedacht. Gegen diese „Gastmaler“ formiert sich ein erbitterter Widerstand, deren Haupt Belisario Corenzio war. Dies trug zur Legendenbildung und immer wieder in der älteren Literatur hartnäckig vertretenen Meinung bei, dass Luigi Rodriguez 1630 von seinem Meister Belisario vergiftet worden sei. Heute sind sich die Forscher einig, dass er bereits 1609 in Neapel eines natürlichen Todes gestorben ist.

## Werk
- Monasterio San Lorenzo (Neapel): Im Refektorium „Allegorie der 12 Provinzen des Königreiches Neapel“ (um 1600)
- Sacro Monte di Pietà (Neapel) Fresken, gemeinsam mit Caracciolo (1601–03)
- Chiesa Girolamini (Neapel) Fresken für die Hauptapsis (1602–05) und Altarbild „Kreuzabnahme“, mit Azzolino (1603)
- Chiesa di Santa Maria di Costantinopoli (Neapel): Madonna e i SS. Francesco d’ Assisi e Francesco di Paolo
- Chiesa di Santa Patrizia (Napoli): Fresken (1607)
- Monastero San Lorenzo-Chiesa di  S. Anna (Salerno): „S. Antonius erscheint die Madonna“, „Madonna in Glorie mit S. Lorenz“ und „Jungfrau Maria mit Franz von Assisi“
- Museo di Capodimonte (Neapel) Tafelbild „Trinität mit Engeln und Heiligen“